# Rue Abovyan
 (mars 2023).
Si vous disposez d'ouvrages ou d'articles de référence ou si vous connaissez des sites web de qualité traitant du thème abordé ici, merci de compléter l'article en donnant les références utiles à sa vérifiabilité et en les liant à la section « Notes et références ».

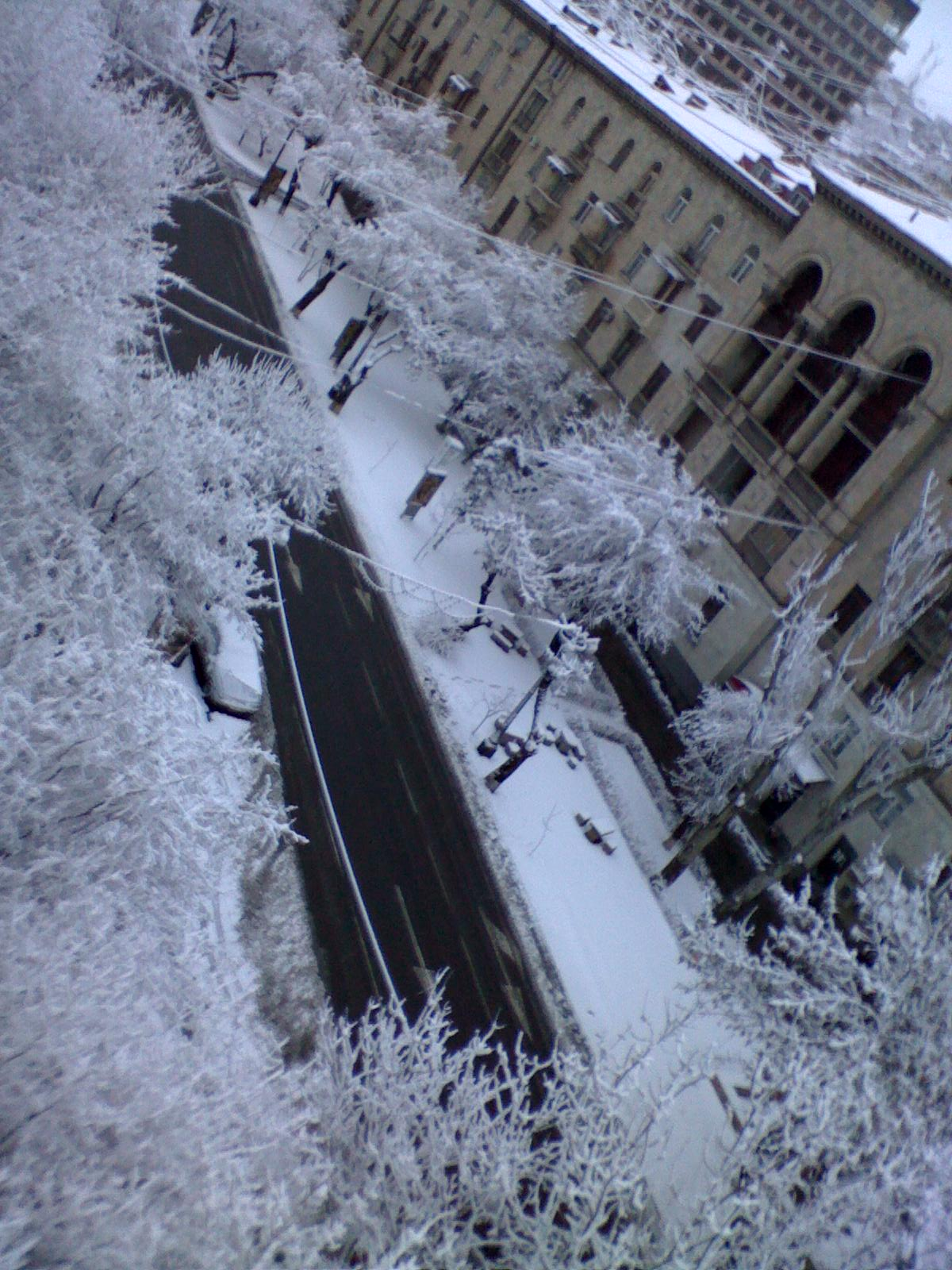
La rue Abovyan en hiver.

La rue Abovyan est une rue de la capitale arménienne, Erevan.
Déjà la rue la plus huppée d'Erevan à l'époque soviétique, elle l'est restée depuis l'indépendance du pays en 1991. Des boutiques et des restaurants occupent les rez-de-chaussée des bâtiments. Cette rue, l'une des plus anciennes d'Erevan, relie la place de la République au sud, au rond-point Abovyan au nord. Y figure une statue de Khatchatour Abovian.
Au sud, côté place de la République, débouche depuis 2008, l'Avenue du Nord, nouvelle artère piétonnière qui la relie à l'opéra.
Du nord au sud, la rue Abovyan croise la rue Koryoun, la rue Isahakyan, la rue Moskovyan, l'avenue Sayat Nova, la rue Toumanyan, la rue Pouchkine, la rue Aram et la rue Byuzant.